# Cseremiszky Miklós
Cseremiszky Miklós (19. század) bölcsész, jogász, költő.
1818-ban joghallgató volt a pesti egyetemen.

## Nyomtatásban megjelent munkái
- Óda, a melyet tudós ungvárnémethi Tóth László urnak, midőn jún. 27. 1818. nevének ünnepét ülné, barátság bélyegéül felajánlá egy barátja Cs. M. Pest. (Névtelenűl.)
- Óda, a mely br. négyesi Szepessy Ignácz urnak, az egri főkáptalan tagjának, midőn szent Jakab hava utolsó napján nevének ünnepét ülné… benyújtatik. Uo. 1818.
- Onomasticon in honorem magn. dni Franc. Stipsics, dum secunda aprilis divi sui patroni festum recoleret, in tesseram grati animi reverenter oblatu. Uo. 1818.
- Symbolum amicitiae in onomasi sp. d. Antonii Gindly de Tengelitz. Uo. 1819.
- A virtus, vagy mélt. és főtiszt. Klobusitzki Klobusiczky Péter úrnak, a szatmári megye főpapjának… benyujtott névnapi ajándék. Uo. 1819.
- A legjobb mód csak nagy és jól kifejlődött lovakat nevelni. Ammon G. G. után németből ford. Bécs, 1830.

Gazdasági s természetrajzi cikkei a Tudományos Gyűjteményben jelentek meg. (1820. A réczés sáfránnak leirása; 1824. A kutyákról.)